# Wyschhorod

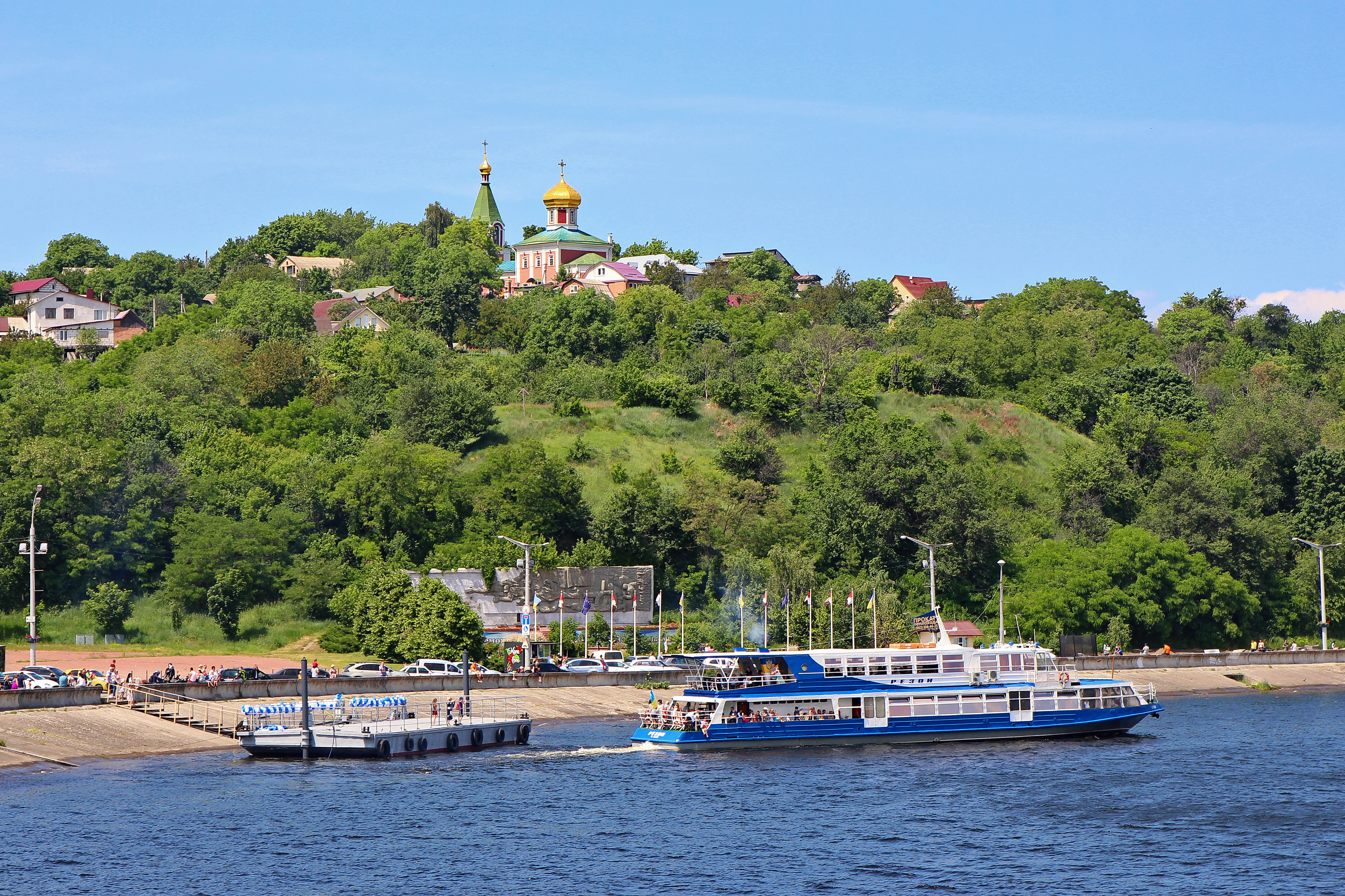
Blick auf den Ort

Wyschhorod (ukrainisch Вишгород; russisch Вышгород Wyschgorod) ist eine Stadt in der ukrainischen Oblast Kiew mit rund 27.800 Einwohnern (2016). Sie liegt 20 km nördlich von Kiew und ist das Verwaltungszentrum des gleichnamigen Rajons Wyschhorod.

## Geographie
Die Stadt liegt in der Oblast Kiew am südlichen Ende des Kiewer Meeres, rechtsseitig des Dnepr nahe der Mündung der von links mündenden Desna. Nördlich der Stadt im Dorf Nowi Petriwzi befindet sich das Anwesen Meschyhirja, die ehemalige Residenz von Wiktor Janukowytsch.

## Geschichte
Wyschhorod wurde im Jahre 946 n. Chr. gegründet. Erst 1968 erhielt der Ort das Stadtrecht.
Im Zweiten Weltkrieg bildeten die Seen in der Zentralukraine eine Sperre für die gen Westen vorziehende Rote Armee. Sie erlitt 1943 hohe Verluste bei Wyschhorod, denn südlich des Kiewer Meeres gab es geeignetere Möglichkeiten, den Dnepr zu überqueren. Nahe der Desnamündung kam es zu heftigen Kämpfen, weil sowjetische Truppen dort ihre Kämpfe konzentrierten. Die Kämpfe hatten zur Folge, dass die Grabeskirche der Märtyrer-Heiligen Boris und Gleb, der Schutzheiligen des Kiewer Reiches, zerstört wurde. Diese wurde bis 2010 wieder aufgebaut. Ein Monument mit den Schutzheiligen wurde anlässlich der Stadtfeier am 30. Juli 2011 vor dem Rathaus enthüllt und vom ukrainisch-orthodoxen Bischof der Region Kiew geweiht. Von 2006 bis zu seinem Tod 2015 war Viktor Reschetnjak Oberbürgermeister der Stadt.

## Sport
Vom 29. bis 31. Juli 2011 fand das erste weltweit ausgeschriebene F1-Motorbootrennen (F1H2O) statt, das mehr als 80.000 Zuschauer anzog. Das Team aus Abu Dhabi errang den Sieg.

## Verwaltungsgliederung
Am 12. Juni 2020 wurde die Stadt zum Zentrum der neugegründeten Stadtgemeinde Wyschhorod (Вишгородська міська громада/Wyschhorodska miska hromada). Zu dieser zählen die 2 in der untenstehenden Tabelle aufgelisteten Dörfer, bis dahin bildete sie die gleichnamige Stadtratsgemeinde Wyschhorod (Вишгородська міська рада/Wyschhorodska miska rada) im Süden des Rajons Wyschhorod.
Folgende Orte sind neben dem Hauptort Wyschhorod Teil der Gemeinde:
| Name                     | Name       | Name                     |
| ukrainisch transkribiert | ukrainisch | russisch                 |
| ------------------------ | ---------- | ------------------------ |
| Chotjaniwka              | Хотянівка  | Хотяновка (Chotjanowka)  |
| Osseschtschyna           | Осещина    | Осещина (Osseschtschina) |

## Einwohnerentwicklung
Entwicklung der Einwohnerzahl (ab 2004 jeweils zum 1. Januar)
- 1970 – 11.200
- 2004 – 23.800
- 2006 – 24.487
- 2011 – 27.000
- 2016 – 27.800

## Städtefreundschaften und Partnerschaften
- Sens, Frankreich
- Lörrach, Deutschland
- Eichenau, Deutschland
- Delčevo, Nordmazedonien
- Rakvere, Estland